# Орден «Аль-Фахр»
Орден «Аль-Фахр» (Орден Почёта) (араб. فخر‎ — честь, гордость) — является высшей наградой Совета муфтиев России, учреждён в России в 2003 году, имеет 2 степени.

## Кавалеры ордена
Из глав регионов России одними из первых этой награды были удостоены второй мэр Москвы Юрий Лужков, первый Президент Республики Татарстан Минтимер Шаймиев, Президент Республики Ингушетия, Глава Чечни Рамзан Кадыров, бывший губернатор Свердловской области Эдуард Россель. В мире Орден Почета «Аль-Фахр» I степени получили всего восемь человек. В 2007 году высшей мусульманской награды был удостоен бывший депутат Госсовета Республики Татарстан Ильшат Фардиев. В декабре 2015 года, данной награды был удостоен ректор МГУ им. Ломоносова Садовничий, Виктор Антонович. Имеются полные кавалеры ордена (Владимир Якунин, Альберт Лиханов, Имангали Тасмагамбетов).

### I степень
- Пиотровский, Михаил Борисович (2005) — директор Государственного Эрмитажа.
- Якунин, Владимир Иванович (2008) — президент ОАО РЖД.
- Бердыев, Курбан Бекиевич (2009) — российский и туркменский футбольный тренер.
- Кобзон, Иосиф Давыдович (2010) — певец.
- Евгений Примаков (2012) — советский и российский политический и государственный деятель, дипломат, Член Президиума РАН, доктор экономических наук.
- Рамзан Кадыров (2007) — глава Чеченской Республики.
- Гуцериев, Михаил Сафарбекович (2007) — председатель Совета директоров и владелец ОАО «Русский уголь», АО НК «РуссНефть», ПАО «Бинбанк» и многое другое.[1]
- Султангабиев, Серик Газисович (2015) — командир войсковой части № 3275 в городе Лесном Свердловской области, спасший собственным телом младшего сержанта от взрыва ручной гранаты на учениях.

### II степень
- Сайтиев, Бувайсар Хамидович — Заслуженный мастер спорта России.
- Исинбаева, Елена Гаджиевна — спортсменка, Почётный гражданин Донецка[2].
- Тахаутдинов, Шафагат Фахразович — генеральный директор ОАО «Татнефть»
- Ахтамзян, Абдулхан Абдурахманович — профессор, почётный член Академии наук Республики Татарстан.
- Александр Куделин (2009) — российский востоковед, специалист в области истории арабской литературы и литератур Востока в целом, академик РАН[3].
- Фатхетдинов, Салават Закиевич — певец, народный артист Татарстана, заслуженный артист России, заслуженный артист Республики Башкортостан, мастер спорта международного класса по автоспорту, директор татарстанского отделения российского детского фонда[источник не указан 3634 дня].
- Садулаев, Абдулрашид Булачевич (2016) — российский борец вольного стиля, олимпийский чемпион, заслуженный мастер спорта[4].
- Орлов, Игорь Анатольевич — Губернатор Архангельской области.
- Андросов Валерий Павлович — директор Института востоковедения РАН (2018).
- Загиров, Рашит Вагизович (2018) — Общественный деятель, награждён Знаком Почёта «Признание и Почёт Сочинцев» (2014), награждён медалью «Патриот Города Сочи» (2020), удостоен права размещения на Стелле трудовой Славы Адлерского внутригородского района города Сочи (2019), полковник вооруженный сил СССР (в отставке), заместитель Председателя Городской Общественной Организации Татарская Национально-Культурная Автономия (ГООТНКА), Председатель по Адлерскому району Краснодарской Краевой Общественной Организации Союза Офицеров Запаса (ККООСОЗ).